# Schoenoplectiella saximontana
Schoenoplectiella saximontana är en halvgräsart som först beskrevs av Merritt Lyndon Fernald, och fick sitt nu gällande namn av Kaare Arnstein Lye. Schoenoplectiella saximontana ingår i släktet Schoenoplectiella och familjen halvgräs. Inga underarter finns listade i Catalogue of Life.